# Аеродинамика
Аеродинамиката (от гръцки  ἀηρ – въздух, и δύναμις – сила) е дял от динамиката, който изучава движението на газообразна среда и взаимодействието с движещи се в нея твърди тела, под действието на някаква сила.
Движението на телата, след като им бъде предаден импулс, се изучава от балистиката. Движението на телата в течност (например вода) се изучава от хидродинамиката.
Основните предмети на изследване на аеродинамиката са следните:
- определение на силите, действащи на обтекаемо с газ тяло;
- разпределение на напрежението върху повърхността на телата;
- разпределение на скоростта на газовете.

Аеродинамиката се използва предимно в автомобилостроенето и самолетостроенето.